# Adrenalina (singel Senhit)
Adrenalina – singel włoskiej piosenkarki Senhit wydany w marcu 2021. Piosenkę skomponowali Chanel Tukia, Tramar Dillard, Jimmy Thörnfeldt, Joy Deb, Kenny Silverdique, Linnea Deb, Malou Linn Eloise Ruotsalainen, Senhit, Suzi Pancenkov oraz Thomas Stengaard.
16 maja 2020 nadawca SMRTV potwierdził, że Senhit będzie reprezentować San Marino w 65. Konkursie Piosenki Eurowizji (2021). Fragment utworu został wydany 7 marca 2021, ujawniając, że gościnnie w piosence pojawi się amerykański rapper Flo Rida. Delegacja San Marino w konkursie ogłosiła, że „Flo Rida był częścią produkcji i jest przedstawiony w teledysku, ale nie zdecydowano jeszcze, czy wystąpi na scenie w Rotterdamie”. 18 maja 2021 Flo Rida potwierdził, że wystąpi razem z Senhit na scenie podczas konkursu.

## Notowania na listach przebojów
| Kraj            | Lista (2021)                   | Najwyższe miejsce |
| --------------- | ------------------------------ | ----------------- |
| Belgia          | Ultratip 50 Singles (Flandria) | 79                |
| Grecja          | Top 100 Airplay                | 91                |
| Holandia        | Single Top 100                 | 79                |
| Islandia        | Tónlist                        | 33                |
| Litwa           | Singlų Top 100                 | 39                |
| Szwecja         | Sverigetopplistan              | 80                |
| Wielka Brytania | UK Download Chart              | 99                |